# Liszt Ferenc emlékezete Erdélyben

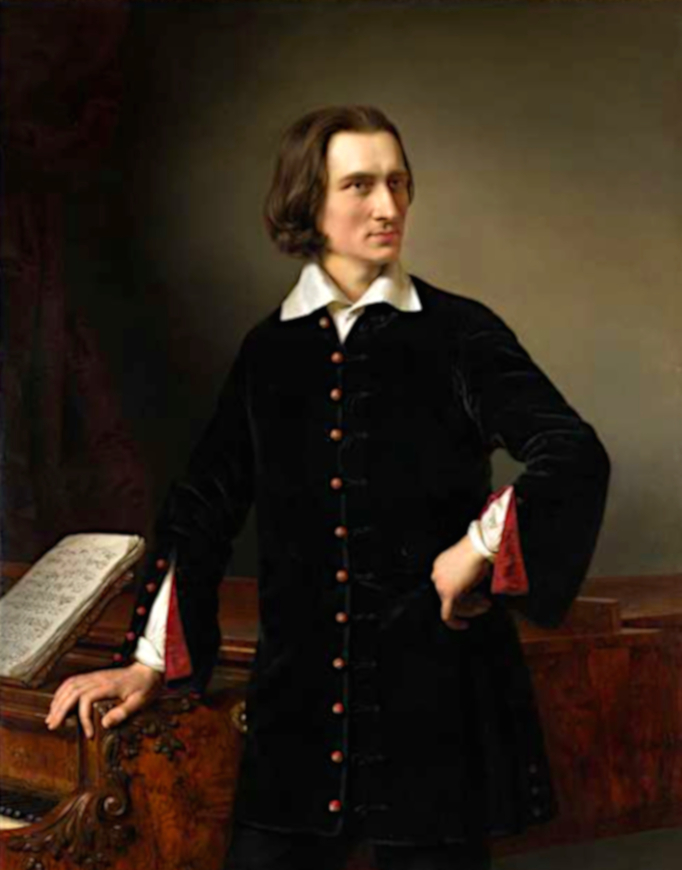
Liszt Ferenc 1847-ben
Barabás Miklós festménye

Liszt Ferenc emlékezete Erdélyben (1846–1989) – Az egyetemes zenei romantika magyar mestere 1846–1847-es nagy, életszakaszt lezáró hangversenykörútja során a Bánság és Erdély több városában, valamint Bukarestben és Iaşi-ban is föllépett, magyar rapszódiáinak egyes témáit ekkor szedte föl, és e kompozíciósor első sorozatát ekkor zárta le. Liszt Ferenc 1879-ben újólag szerepelt Kolozsvárott, személyes fellépései, körútjai vetették meg a máig élénk erdélyi Liszt-kultusz alapjait.

## Liszt Ferenc a romániai magyar zenetörténetben
Zenetörténet-írásunk megtisztelő feladatának tartja a hangversenykörutak eseményeinek minél pontosabb föltárását; e téren elévülhetetlenek Lakatos István érdemei, aki 1935 és 1971 között tanulmányok sorát szentelte e témának. Csak az első hangversenyúttal foglalkozik, azzal kapcsolatban azonban sok új adalékot és értelmezést közöl László Ferenc Klavír és koboz című monográfiájában. Liszt-ereklyéink legjelentősebbje, a bukaresti Liszt-kézirat eltűnt, csak 1927-ben készült fénymásolata tanulmányozható. Szathmáry Pap Károly értékes vízfestménye felől is csak másolatok alapján tájékozódhat az utókor. Három „Liszt-zongoránk” („az aradi”, „a zabolai”, „a kolozsvári”) közül az előbbi kettő ilyetén minősítése erősen vitatott. Az 1930-as években az ún. Román rapszódia (eredeti címe szerint a 21. magyar rapszódia) számos előadása, majd 1936-os bécsi kiadása (Aurelia Cionca, ill. Octavian Beu érdeméből) széles körű sajtóvisszhangot váltott ki, mivel a mű témaanyaga részben erdélyi és bizonyítottan román; Gárdonyi Zoltán szerint Erdély szász nemzetiségének a zenéje is visszhangzik benne, így hármas forrású, „erdélyi rapszódiá”-nak tekinthető.
A romániai magyar zeneírás egyetlen kötetnyi Liszt-életrajza Járosy Dezsőé: művelődni vágyóknak szánt, népszerűsítő olvasmány. Bárd Oszkár nagyszabású, alapos tárgyismeretről tanúskodó „színpadi regény”-e, melynek részletei színházi előadásokon is a nyilvánosság elé kerültek, Dsida Jenő kemény bírálatát váltotta ki (ugyanakkor Dsida Jenő egy 1932-ben Bárd Oszkárhoz intézett levelében nagy elismeréssel nyilatkozott Bárd Oszkár Lisztjéről: http://magyarkaravan.hu/levelek/level7.html); ma is egyetértőleg idézi Bárd méltatója: „Liszt egyéniségének századik gyöke is komplikáltabb volt, mint amit a könyv ki tud fejezni”. Az 1986-os Liszt-emlékév kiemelkedő zenei-irodalmi eseménye volt a négy zongorakíséretes melodráma (Lenore, A szomorú szerzetes, A holt költő szerelme, A vak énekes) többszöri előadása Buzás Pál kezdeményezésére és zongoraművészi közreműködésével.
Liszt zeneművei természetszerűleg részei a romániai zenei élet egyetemes repertoárjának. Egyéni Liszt-lemezt forgalmazott az Electrecord Kozma Mátyás orgonaművész fölvételeiből.